# Guerra dei Magnati di Moldavia
La definizione guerra dei magnati di Moldavia (o anche guerra di successione moldava), si riferisce ad una larga parentesi temporale (dalla fine del XVI all'inizio del XVII secolo) durante la quale i magnati, cioè i più potenti membri della Szlachta polacco-lituana si intromisero negli affari interni del Principato di Moldavia, nel tentativo di espandere il potere della Confederazione fino al Danubio. I magnati polacco-lituani entrarono così in aperto conflitto con le altre due "super potenze" dell'Europa di allora, gli Asburgo e l'Impero ottomano, già impegnate in una lunga serie di conflitti (le guerre ottomano-asburgiche) per il controllo della zona danubiana.

## La guerra dei magnati (1593-1617)

### Le cause dell'intervento polacco in Moldavia

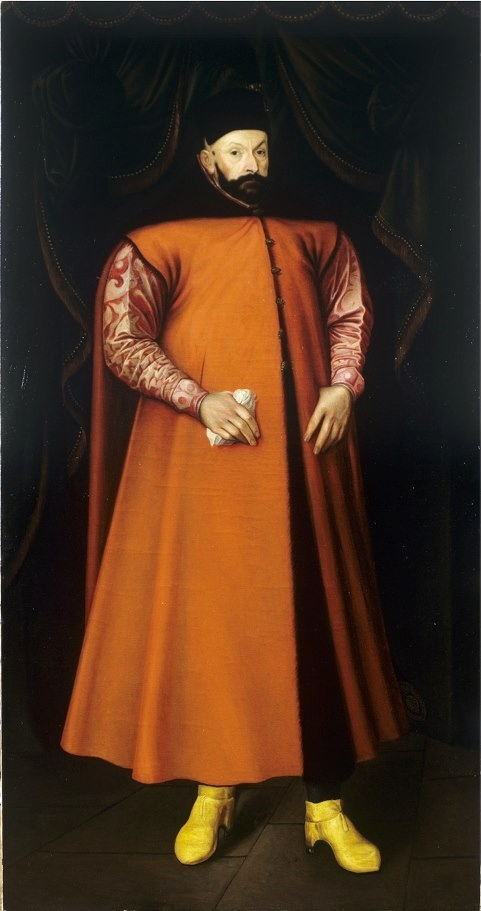
Re Stefano Báthory di Polonia

Le attenzioni della Confederazione iniziarono a focalizzarsi sull'area danubiana quando un voivoda di Transilvania, Stefano Báthory, venne eletto re di Polonia. Costretto, ai tempi del suo dominio quale principe danubiano, a venire a patti con la Sublime porta, Báthory, una volta re della potente Confederazione, avviò una risoluta politica anti-ottomana. Jan Zamoyski, allora il più potente magnate di Polonia (cancelliere della Corona e Grand Hetman dell'esercito polacco-lituano) appoggiò la scelta bellicosa del suo sovrano, giudicandola una mossa che, in tempi lunghi, avrebbe dato buoni risultati alla Confederazione. Gli intenti anti-turchi del re polacco incontrarono ovviamente anche l'appoggio della Santa Sede, allora guidata da papa Sisto V.
L'aprirsi delle ostilità vere e proprie venne anticipato da una lunga fase di logoramento iniziale. Al volgere del XVI secolo, la Confederazione e Istanbul non erano ancora in guerra aperta ma, nei fatti, già erano impegnate in una guerra di confine. Per parte ottomana, i Tatari di Crimea, vassalli del sultano ottomano, compivano scorrerie nelle propaggini più meridionali del territorio polacco-lituano. Per parte della Confederazione, i bellicosi Cosacchi, nominalmente vassalli della Polonia, razziavano le ricche città ottomane limitrofe al Dniepr. A prescindere dall'entità dei danni che questa costante situazione di guerra sui confini causava alle due potenze (specialmente la Confederazione poco risentiva delle incursioni tartare, localizzate in territori quasi spopolati), il disinteresse della Dieta polacca e della Sublime porta a porre un freno definitivo alla faida tra Cosacchi e Tatari costituiva già di per sé prova tangibile della reciproca animosità.

### 1593-1595
Il definitivo ingresso della Confederazione nello scacchiere dell'Europa danubiana venne provocato dal riaccendersi del conflitto tra gli Asburgo e gli Ottomani.
Nel 1594 i Tatari del khan Ğazı II Giray attaccarono la Pocuzia, confine tra le terre moldave e le terre polacco-lituane, per puntare verso i territori ungheresi controllati dagli Asburgo. Il voivoda di Moldavia, Ștefan Răzvan, alleato del voivoda di Transilvania Sigismondo Báthory (nipote del defunto re polacco Stefano), era allora alleato dell'imperatore Rodolfo II nella guerra contro Istanbul. Deciso a pacificare il confine meridionale della Confederazione per tornare in una condizione di non-belligeranza nei confronti dei Turchi, il cancelliere Zamoyski risolse di intervenire. Al comando di un esercito di 7000-8000 uomini, Zamoyski invase la Moldavia nel 1595 e spodestò Răzvan, mettendo al potere il boiaro filo-polacco Ieremia Movilă. I Tatari di Ğazı II (forse 20000 uomini ma privi di cannoni) attaccarono il campo polacco presso Cecora (17 ottobre) ma desistettero dopo tre giorni dall'impresa. Con il Trattato di Cecora, Movilă chiuse la partecipazione moldava alla Lunga Guerra ed accettò la sudditanza sia nei confronti di Istanbul sia nei confronti della Confederazione. Răzvan tornò con rinforzi transilvani a reclamare il suo trono ma venne sconfitto da Zamoyski ed impalato per ordine di Movilă.

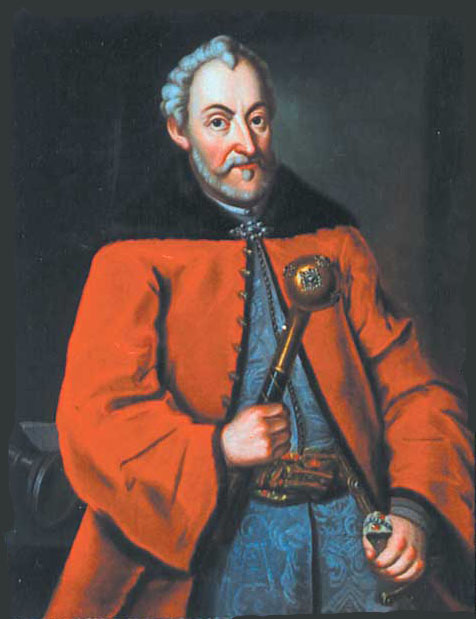
Il cancelliere polacco-lituano Jan Zamoyski.

Formalmente intervenuto quale pacificatore in un conflitto cui non era tenuto a partecipare, Zamoyski aveva trascinato la Confederazione in un complesso gioco di intrighi. Il conflitto tra l'imperatore Rodolfo II e l'allora sultano Murad III stava infatti divenendo un pretesto, cui i voivoda dei Principati danubiani (Moldavia, Transilvania e Valacchia) ricorrevano per giustificare una guerra di conquista volta alla creazione di un unico regno cristiano sul Danubio.

### 1599-1601

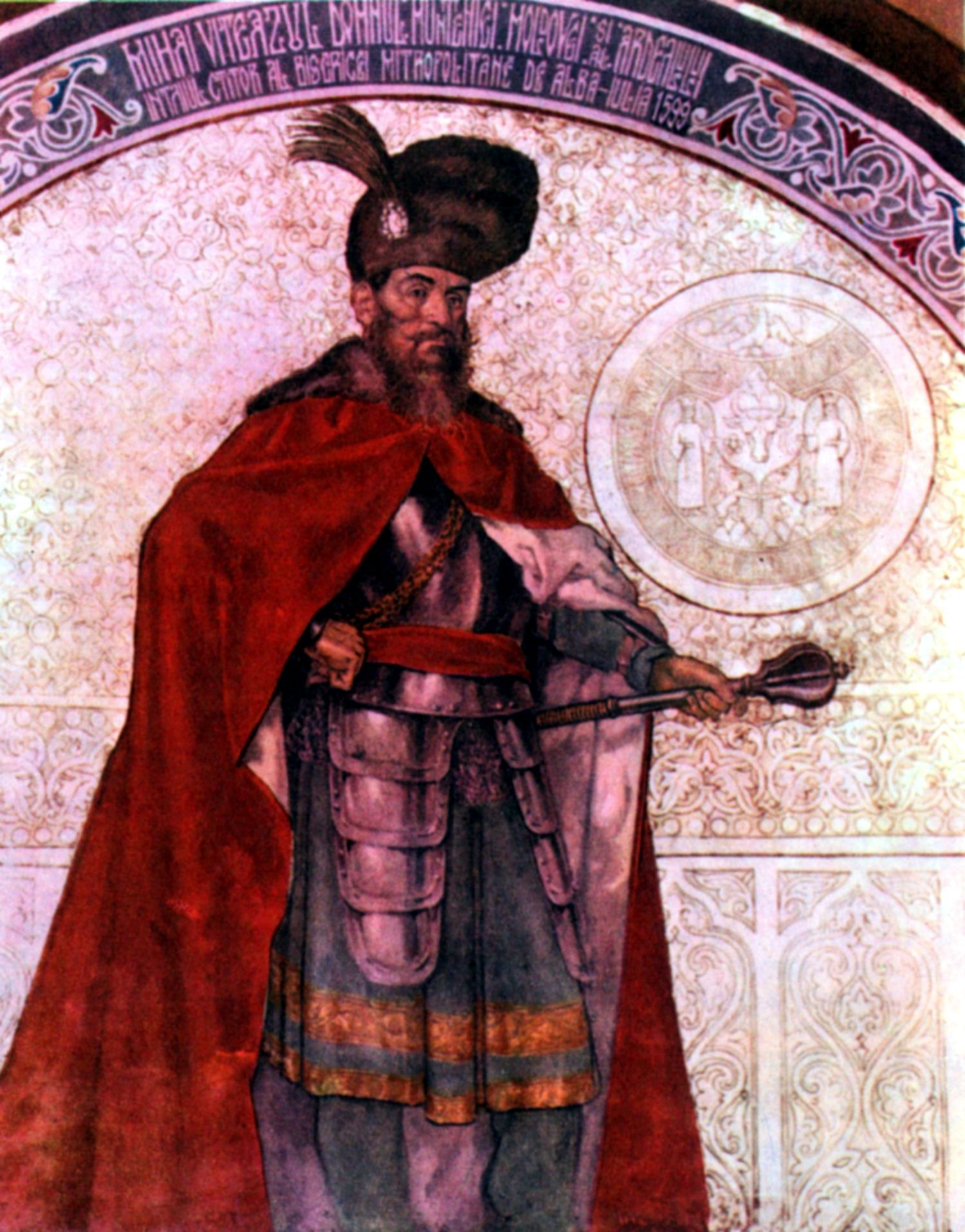
Michele il Coraggioso, principe unificatore di Valacchia, Transilvania e Moldavia nel 1600.

Nel 1599, con la battaglia di Șelimbăr, il voivoda valacco Michele il Coraggioso strappò il trono di Transilvania al cardinale Andrea Báthory, successore di Sigismondo Báthory e già alleato di Zamoyski. Nel 1600 il Drăculești avviò negoziati con re Sigismondo III di Polonia per ottenere l'appoggio della Confederazione nella lotta contro i Turchi ottomani e il riconoscimento della sua sovranità su tutti i territori danubiani. A prescindere dalla cercata alleanza con la Polonia, Michele mosse comunque contro Ieremia Movilă e gli strappò il trono di Moldavia. Scampato alla cattura dopo la battaglia di Bacău, Movilă si rifugiò presso l'hetman Stanisław Żółkiewski. Mentre Żółkiewski difendeva la Pocuzia dall'attacco valacco, Zamoyski e l'hetman Jan Karol Chodkiewicz attaccarono direttamente Michele: il Drăculești venne sconfitto nella battaglia del fiume Teleajăn, Ieremia Movilă tornò sul trono di Moldavia e suo fratello Simion Movilă divenne voivoda di Valacchia al posto del fuggiasco Michele.
Fuggito presso la corte dell'imperatore Rodolfo II, Michele seppe accattivarsi i favori dell'Asburgo che lo rimandò sul Danubio al fianco del generale Giorgio Basta. I valacco-austriaci sconfissero le truppe transilvane di Sigismondo Báthory, tornato a reclamare il suo trono con aiuti polacchi, nella battaglia di Goroszló ma poco dopo (1601) Michele venne assassinato per ordine di Basta che avviò poco dopo la conquista asburgica del territorio transilvano.
Lo scoppio della guerra polacco-svedese dal 1600 al 1611 impedì alla Confederazione, impegnata a spostare precipitosamente truppe verso la Livonia, di sfruttare la delicata situazione balcanica. Il conflitto tra gli Asburgo e Istanbul si chiuse di lì a poco, con la pace di Zsitvatorok (1606), ponendo fine alla favorevole parentesi di caos che aveva permesso a Zamoyski (deceduto proprio nel 1605) di estendere il potere della Confederazione fino al Danubio.

### 1607-1613

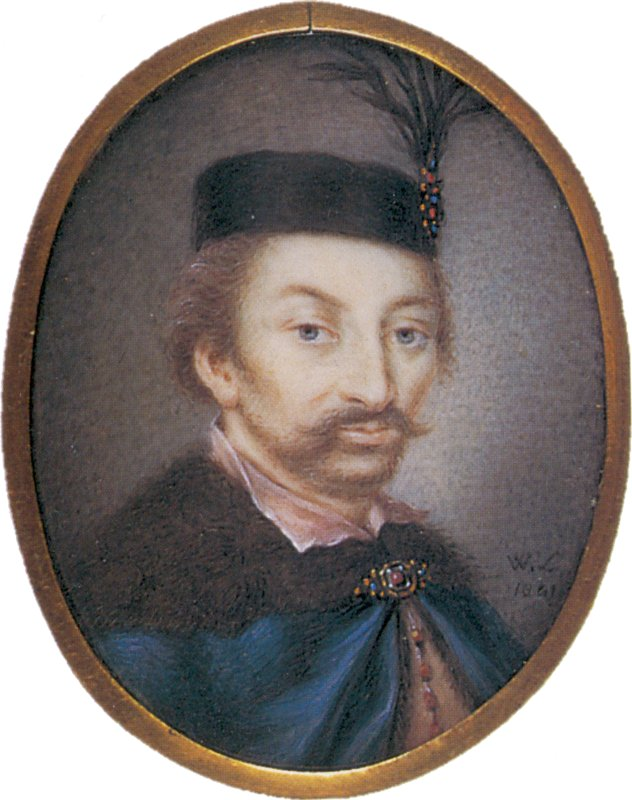
Hetman Stanisław Żółkiewski.

Morto Ieremia Movilă nel 1606, le potenti famiglie polacche con lui imparentate (Potocki, Korecki e Wiśniowiecki) si sentirono legittimate a contendere il controllo della Moldavia alla Sublime Porta.
Nel 1607 il magnate Stefan Potocki pose suo cugino Constantin Movilă (polacco Konstanty Mohyła), figlio ed erede di Ieremia, sul trono moldavo. La mossa di Stefan, risaputo fautore della causa Asburgo, pose in agitazione il voivoda di Transilvania, Gabriele Báthory, da poco sbarazzatosi delle forze austriache. Báthory rimosse Movilă dal trono (1611) e lo sostituì con Ștefan II Tomșa (Tomża).
Nel 1612 Stefan Potocki, appoggiato dal re Sigismondo III ma non dal Sejm dal Senato confederato, tornò ad interferire con le scelte politiche moldave. Il 19 luglio, nella battaglia di Sasowy Róg, i 7000 uomini di Potocki vennero sconfitti dalle truppe di Ștefan Tomșa, appoggiato dai Tatari del Khan Temir. Potocki e Constantin Movilă finirono i loro giorni come prigionieri degli Ottomani, mentre Tomșa e i Tatari muovevano contro la Confederazione. L'aggressione moldava venne bloccata da Żółkiewski che convinse Tomșa a siglare, nell'ottobre del 1612, il trattato di Hotin (1612), nel quale il voivoda moldavo si impegnava a farsi mediatore tra la Confederazione e la Sublime Porta.

### 1614-1617
Quale che sia stato l'effettivo impegno di Tomșa in veste di mediatore, i rapporti tra la Confederazione e Costantinopoli tornarono ad essere guastati dalle razzie in territorio turco dei bellicosi Cosacchi che nel 1615 arrivarono a bruciare i sobborghi di Istanbul.
Nel 1614 il sultano Ahmed I avvisò il re di Polonia Sigismondo e l'hetman Żółkiewski che avrebbe inviato Ahmed Pascià a punire i Cosacchi. Per evitare un'intromissione turca nel territorio della Confederazione, Żółkiewski cercò di convincere gli Ottomani che i recenti attacchi erano stati opera dei Cosacchi del Don, legati alla Moscovia, e non dei Cosacchi dello Zaporož'e sottoposti all'autorità polacco-lituana. Fu comunque inutile: i Turchi iniziarono a fortificare la città di frontiera di Očakiv.
Nel 1615 un nuovo intervento polacco-lituano in Moldavia incrinò i rapporti tra la Confederazione e la Sublime Porta. L'attacco, orchestrato contro la volontà di re Sigismondo, era guidato dalla vedova di Ieremia Movilă e dai duchi Michał Wiśniowiecki e Samuel Korecki che avevano raccolto un'armata assoldando mercenari, cosacchi e moldavi lealisti dei Movilă unitamente al loro seguito personale. Tomșa venne rimosso dal trono e sostituito con il giovane Alexandru Movilă. Nell'agosto del 1616, Iskender Pascià, Beylerbey della Bosnia, schiacciò nella seconda Battaglia di Sasowy Róg le forze dei magnati: Korecki ed i Movilă vennero catturati, mentre Wiśniowiecki fu ucciso. Korecki riuscì più tardi a scappare, salvo poi essere ricatturato dai Turchi dopo la Battaglia di Cecora e morire strangolato (1620).
Nel 1616 Żółkiewski tentò di pacificare la situazione, firmando il trattato di Braha con il nuovo voivoda, Radu IX Mihnea: il principe promise di farsi mediatore tra la Confederazione e la Sublime Porta e di impedire il passaggio dei Tatari sulle sue terre. Impegnato a combattere contro la Svezia e la Moscovia, Żółkiewski accettò di chiudere così la situazione.
Nel 1617, dopo un altro saccheggio cosacco, il sultano inviò Iskender Pascià verso le terre della Confederazione al comando di un'armata di 40 000 uomini: Giannizzeri, Tatari e vassalli dalla Transilvania, dalla Moldavia e dalla Valacchia. Iskender Pascià e Żółkiewski si incontrarono presso Busza (sul fiume Jaruga) e raggiunsero un accordo pacifico. Con il trattato di Busza, Żółkiewski rinunciò a qualsiasi intervento in Moldavia o negli altri principati danubiani, s'impegnò a far cessare i raid cosacchi in territorio turco e cedette Hotin. Per parte loro, gli Ottomani s'impegnarono a far cessare i raid dei Tatari.

## Il preludio al nuovo conflitto (1618-1620)

### 1618

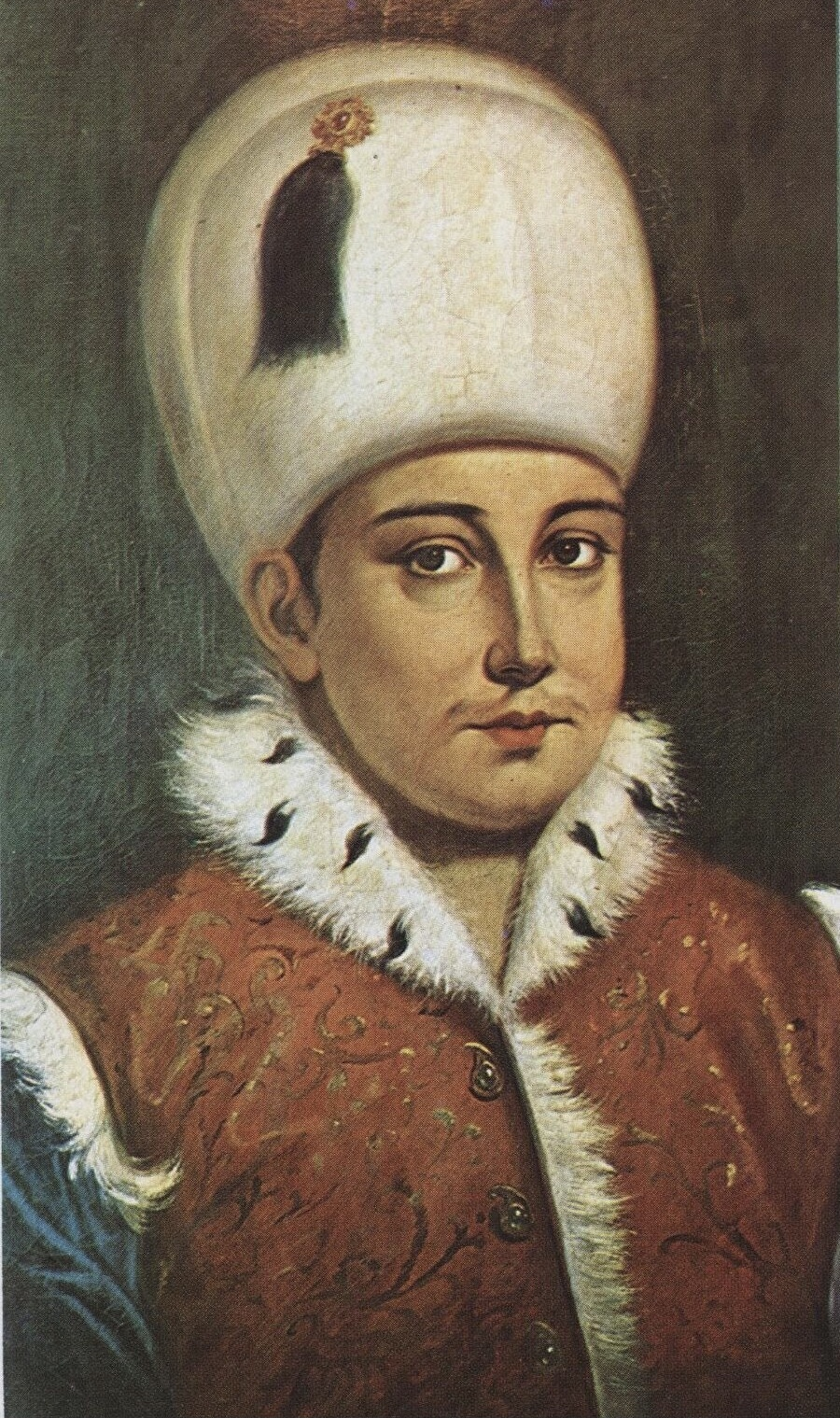
Il sultano Osman II.

Entro il 1618 la situazione tra la Confederazione e Costantinopoli tornò a farsi critica. I raid dei tartari ricominciarono e lo stesso valse per le scorrerie dei cosacchi, istigati dalla Moscovia, nonostante Żółkiewki si fosse impegnato a far loro rispettare la pace. Il 28 settembre, presso battaglia di Kam"janec'-Podil's'kyj (1618), Żółkiewki sconfisse a prezzo di gravi perdite le forze di Iskander. Il nuovo sultano, Osman II, costretto a rinunciare al Caucaso dalle pesanti sconfitte inflette alla Sublime Porta dai Safavidi di Persia, aveva ormai risolto di trovare nelle terre della Confederazione nuove conquiste.
Nel 1618 ebbe origine il conflitto che per oltre un quarto di secolo trasformò i tanti focolai bellici dell'Europa seicentesca in un conflitto totale: la Guerra dei trent'anni. Concretizzatasi con l'avvio di una ribellione boema al dominio della casa d'Asburgo, la Guerra dei trent'anni ebbe subito massicce ripercussioni nell'area danubiana.
Il nuovo voivoda di Transilvania, Gabriele Bethlen, accettò di allearsi con i protestanti boemi contro gli Asburgo, per estendere i suoi domini in Moravia, Boemia e Slesia. Già alleato del sultano, che lo aveva messo sul trono al posto di Gabriel Báthory, Bethlen rifiutò le profferte di alleanza di Żółkiewki e mosse verso Vienna al seguito del conte von Thurm.

### 1619-1620
La Guerra dei trent'anni accese un controverso dibattito negli organi statali della Confederazione: da una parte re Sigismondo III, fervente cattolico e filo-asburgico, voleva supportare la causa austriaca; dall'altra la Szlachta guardava di buon occhio alla richiesta di libertà religiosa e di un impero più democratico dei rivoltosi boemi.
Nel tentativo di garantirsi l'appoggio della Confederazione, nel 1619 l'arciduca Ferdinando II d'Asburgo promise all'erede di Sigismondo, Ladislao, gli antichi territori polacchi della Slesia in cambio di appoggio contro i protestanti.
Sigismondo III risolse di aiutare privatamente gli Asburgo: assoldò una banda di mercenari, i "Lisowczycy", e li spedì a mettere a ferro e fuoco la Transilvania, retta da Giorgio I Rákóczi, costringendo così Bethlen a desistere dall'assedio di Vienna. Nonostante l'appoggio di Sigismondo, Ferdinando non mantenne fede alle sue promesse di cedere la Slesia, né aiutò la Confederazione contro i turchi; addirittura, pare che l'Asburgo si impegnò a mantenere guasti i rapporti tra Sigismondo III ed il sultano per sfruttare a proprio vantaggio la situazione. I Lisowczycy continuarono a combattere per la causa degli Asburgo, prendendo infine parte alla Battaglia della Montagna Bianca (1621).
Il voivoda di Moldavia, Kaspar Graziani, già vassallo del sultano, si avvicinò alla Confederazione, mentre nuovi raid di cosacchi complicavano ulteriormente i rapporti tra i polacco-lituani e gli Ottomani. Sigismondo e gli hetman tentarono di convincere i magnati ad armare un nuovo esercito contro la Sublime Porta, esagerando le reali condizioni di pericolo per la Confederazione, ma la grande nobiltà non cadde nel tranello e lo scontro diretto venne rimandato.

## La Battaglia di Cecora e la fine delle ostilità (1620-1621)
Il conflitto tra la Confederazione e la Sublime Porta si riaccese nel 1620. Il casus belli venne nuovamente offerto dai cosacchi che diedero alle fiamme il porto di Varna, controllato dai turchi. Il giovane sultano Osman chiuse il conflitto con la Persia e fece voto di radere al suolo la Confederazione. Le forze di Żółkiewski mossero verso la Moldavia ma non arrivarono in tempo per salvare il trono di Graziani.
All'inizio di settembre, Żółkiewski ed il suo protetto, hetman Stanisław Koniecpolski, radunarono 8000 uomini e mossero verso sud. Graziani fu in grado di offrire loro solo 600 uomini. Żółkiewski e Iskander Pasha, al comando di 22000 uomini, si scontrano nella Battaglia di Cecora, sul fiume Prut, che si protrasse per diversi giorni. Costretto a ritirarsi, Żółkiewski riuscì a mantenere integre le sue forze fino al confine confederato, ove i suoi uomini si dispersero divenendo facile preda delle forze ottomane. Żółkiewski restò ucciso e la sua testa venne inviata al sultano come trofeo; Koniecpolski venne fatto prigioniero.
Nel 1621 il sultano Osman guidò un'armata di oltre 100000 uomini verso le terre della Confederazione, deciso a chiudere la contesa. Il Grand Hetman di Lituania, Jan Karol Chodkiewicz attraversò il Dniester al comando di una forza di 25000 polacchi e 20000 cosacchi e si trincerò nella rocca di Hotin, in attesa del nemico. Per un mese, dal 2 settembre al 9 ottobre, le forze della Confederazione ressero all'assalto dei turchi nell'assedio noto come Battaglia di Hotin. Il 24 settembre Chodkiewicz morì ed il comando passò a Stanisław Lubomirski. Il 9 ottobre, con l'arrivo delle prime bufere invernali, il sultano si convinse a desistere dall'attacco.
Nel 1622 Osman II venne assassinato da una rivolta dei Giannizzeri, scontenti per la sua conduzione degli affari di stato. Il Trattato di Hotin (1622), basato sul precedente Trattato di Busza, chiuse il conflitto, pacificando il confine tra la Confederazione e l'impero ottomano fino alla Guerra polacco-ottomana (1633-1634).